# 로빈 후드 (2010년 영화)
《로빈 후드》(영어: Robin Hood)는 2010년 공개된 미국의 서사 액션 영화이다. 리들리 스콧 감독이 로빈 후드 설화를 주제로 제작했으며 브라이언 헬걸런드가 각색했다.

## 출연

### 주연
- 러셀 크로우
- 케이트 블란쳇
- 막스 폰 시도우

### 조연
- 마크 스트롱
- 대니 휴스턴
- 매튜 맥퍼딘
- 케빈 두런드
- 윌리엄 허트
- 마크 애디
- 스콧 그림즈
- 오스카 아이삭

## 기타
- 미술: 아더 맥스
- 미술효과: 소냐 클라우스
- 소품팀: 데이빗 올데이
- 소품팀: 알렉스 캐머런
- 소품팀: 안소니 카론-딜리언
- 소품팀: 레이 찬
- 소품팀: 마크 홈즈
- 소품팀: 존 킹
- 소품팀: 매튜 로빈슨
- 소품팀: 마이크 스탤리온
- 소품팀: 톰 스틸
- 소품팀: 마크 스웨인
- 소품팀: 레모 토지
- 소품팀: 카렌 웨이크필드[2]
- 의상: 잔티 예이츠
- 배역: 지나 제이